# Corona estone
La kroon (corona; dato che non esiste un genere in estone, il femminile proviene dall'italiano); codice ISO 4217 EEK è stata la valuta della Repubblica d’Estonia dal 1928 al 1940 e poi ripristinata dal 1992 al 2010. È stata sostituita dall'euro il 1º gennaio 2011. Una kroon era divisa in 100 senti.
Fu ideata dal Ministro delle finanze, Otto Strandman nel 1924.

## Storia

### Primo periodo kroon, 1928-1940
La prima kroon è stata introdotta nel 1928. Ha rimpiazzato il marco estone con un cambio di 100 Marchi estoni = 1 kroon.
Inizialmente la corona aveva un rapporto fisso pari a 100/248 grammi di oro. Durante la grande depressione, nel 1933 la corona estone abbandonò il sistema aureo.
Rimasta in circolazione fino all'occupazione da parte dell'URSS nel 1940. La kroon è stata sostituita con il rublo sovietico ad un tasso di 1 rublo = 0,8 kroon.

### Secondo periodo kroon, 1992-2010
La seconda kroon è stata introdotta nel 1992 ed ha rimpiazzato il rublo sovietico ad un tasso di 1 kroon = 10 rubli. Inizialmente, il kroon estone era legato al marco tedesco ad un tasso di 8 EEK = 1 DEM. Dopo l'introduzione dell'euro, il tasso di cambio fisso di 1,95583 DEM per 1 EUR ha portato al tasso di cambio di 15,64664 corone per un euro.

### Passaggio all'euro
Dal 28 giugno 2004 la corona è stata agganciata all'Euro attraverso l'AEC 2, il meccanismo di cambio dell'UE., come già visto, con un cambio di un euro pari a 15,6466 corone estoni.
Anche in virtù della precedente esperienza storica, in cui la corona era legata al marco tedesco, la Banca centrale è riuscita a mantenere un tasso di cambio sostanzialmente fisso, per cui quasi tutti i negozi esponevano già in precedenza i prezzi in euro, mentre i francobolli avevano il valore facciale espresso nella moneta unica.
Le autorità economiche estoni si erano dichiarate sicure di poter portare i fondamentali dell'economia nazionale entro le caratteristiche contemplate dal Trattato di Maastricht entro la fine del 2006 e di sostituire la seconda corona con l'euro a partire dal 1º gennaio 2007. A causa dell'inflazione eccessiva, il 1º giugno 2006 il Governo tuttavia preferì soprassedere e rimandare il passaggio.
Grazie alla ripresa dell'economia estone, che ha soddisfatto tutti i criteri di convergenza di Maastricht, il 1º gennaio 2011 con l'entrata nella zona euro, è avvenuta la sostituzione definitiva della corona estone.
Infatti nel corso del 2010 sono stati compiuti tutti i passi necessari a sancire la piena adesione dell'Estonia all'Unione monetaria. Tra maggio e giugno, si sono espressi positivamente sia la Commissione europea (12 maggio), sia l'Ecofin (8 giugno) e il Consiglio europeo (17 giugno). Infine, in data 13 luglio, i Ministri dell'Economia dell'Ecofin hanno sancito definitivamente l'ingresso dell'Estonia nella Zona Euro a partire dal 1º gennaio 2011, con un tasso di cambio fissato irrevocabilmente a 1 euro contro 15,6466 corone.
L'Estonia è così il 17º Paese ad adottare la moneta unica europea.
La corona estone è fuori corso dal 15 gennaio 2011.

## Monete (1992-2010)
Le monete in circolazione dal 1992 al 2010 avevano i seguenti tagli: 5, 10, 20 e 50 senti, 1 e 5 corone.
La moneta da 5 senti non fu più coniata a partire dal 1994, ma continuò ad avere corso legale e venne coniata solo a scopo commemorativo per i collezionisti. Di conseguenza, le monete da 5 senti si trovavano raramente in circolazione.
| Immagine | Valore   | Parametri tecnici | Parametri tecnici | Parametri tecnici | Parametri tecnici                           |
| Immagine | Valore   | Diametro          | Peso              | Bordo             | Composizione                                |
| -------- | -------- | ----------------- | ----------------- | ----------------- | ------------------------------------------- |
|          | 5 senti  | 15,95 mm          | 1,29 g            | liscio            | rame 93%, alluminio 5%, nickel 2%           |
|          | 10 senti | 17,20 mm          | 1,87 g            | liscio            | rame 93%, alluminio 5%, nickel 2%           |
|          | 20 senti | 18,95 mm          | 2,27 g            | liscio            | rame 93%, alluminio 5%, nickel 2%           |
|          | 20 senti | 18,95 mm          | 2,00 g            | liscio            | acciaio nichelato                           |
|          | 50 senti | 19,50 mm          | 3 g               | liscio            | rame 93%, alluminio 5%, nickel 2%           |
|          | 1 corona | 23,25 mm          | 5 g               | zigrinato         | rame 89%, alluminio 5%, zinco 5%, stagno 1% |
|          | 5 corone | 26,20 mm          | 7,1 g             | zigrinato         | rame 89%, alluminio 5%, zinco 5%, stagno 1% |

## Banconote (1992-2010)
Le banconote in circolazione dal 1992 al 2010 avevano i seguenti tagli: 1, 2, 5, 10, 25, 50, 100, 500 corone.
| Banconote (1992-2010) | Banconote (1992-2010) | Banconote (1992-2010) | Banconote (1992-2010) | Banconote (1992-2010)  | Banconote (1992-2010)                       |
| Immagine              | Immagine              | Valore                | Colore                | Ritratto               | Ritratto                                    |
| Diritto               | Rovescio              | Valore                | Colore                | Diritto                | Rovescio                                    |
| --------------------- | --------------------- | --------------------- | --------------------- | ---------------------- | ------------------------------------------- |
|                       |                       | 1 corona              | Arancione/Marrone     | Kristjan Raud          | Castello di Toompea                         |
|                       |                       | 2 corone              | Blu/Grigio            | Karl Ernst von Baer    | Università di Tartu                         |
|                       |                       | 5 corone              | Arancione             | Paul Keres             | Castello di Hermann e Fortezza di Ivangorod |
|                       |                       | 10 corone             | Rosa                  | Jakob Hurt             | Quercia di Tamme-Lauri                      |
|                       |                       | 25 corone             | Verde                 | Anton Hansen Tammsaare | Villaggio di Vargamäe                       |
|                       |                       | 50 corone             | Verde scuro           | Rudolf Tobias          | Teatro Estonia                              |
|                       |                       | 100 corone            | Blu chiaro            | Lydia Koidula          | Klint baltico                               |
|                       |                       | 500 corone            | Viola                 | Carl Robert Jakobson   | Rondine                                     |